# Lithobius holzingeri
Lithobius holzingeri är en mångfotingart som beskrevs av Charles Harvey Bollman 1887. Lithobius holzingeri ingår i släktet Lithobius och familjen stenkrypare. Inga underarter finns listade i Catalogue of Life.